# 联合国大会第66/225号决议
《联合国大会第66/225号决议》是在聯合國大會第六十六届会议期間，於2011年12月22日作出的決議，該決議重申巴勒斯坦人民和叙利亚被佔領的戈蘭高地居民使用其自然資源的權利，要求以色列停止掠夺上述地区的自然资源，並承認巴勒斯坦人民因以色列侵犯其權利而要求賠償的權利。
該決議的完整標題為“包括东耶路撒冷在内的巴勒斯坦被占领土上的巴勒斯坦人民和被占领叙利亚戈兰的阿拉伯居民对其自然资源的永久主权”。大會強調，根據國際法院2004年的裁決和聯合國其他相關決議，以色列違反國際法在包括東耶路撒冷的巴勒斯坦被占领土设置定居點和隔離牆。大會也呼籲以色列嚴格遵守國際法義務，停止一切危害環境的行為，包括傾倒各種廢料；以及呼籲以色列停止破壞重要基礎設施，包括供水和污水管道，這對巴勒斯坦人民的自然資源產生負面影響。

## 決議內容
決議全文如下：

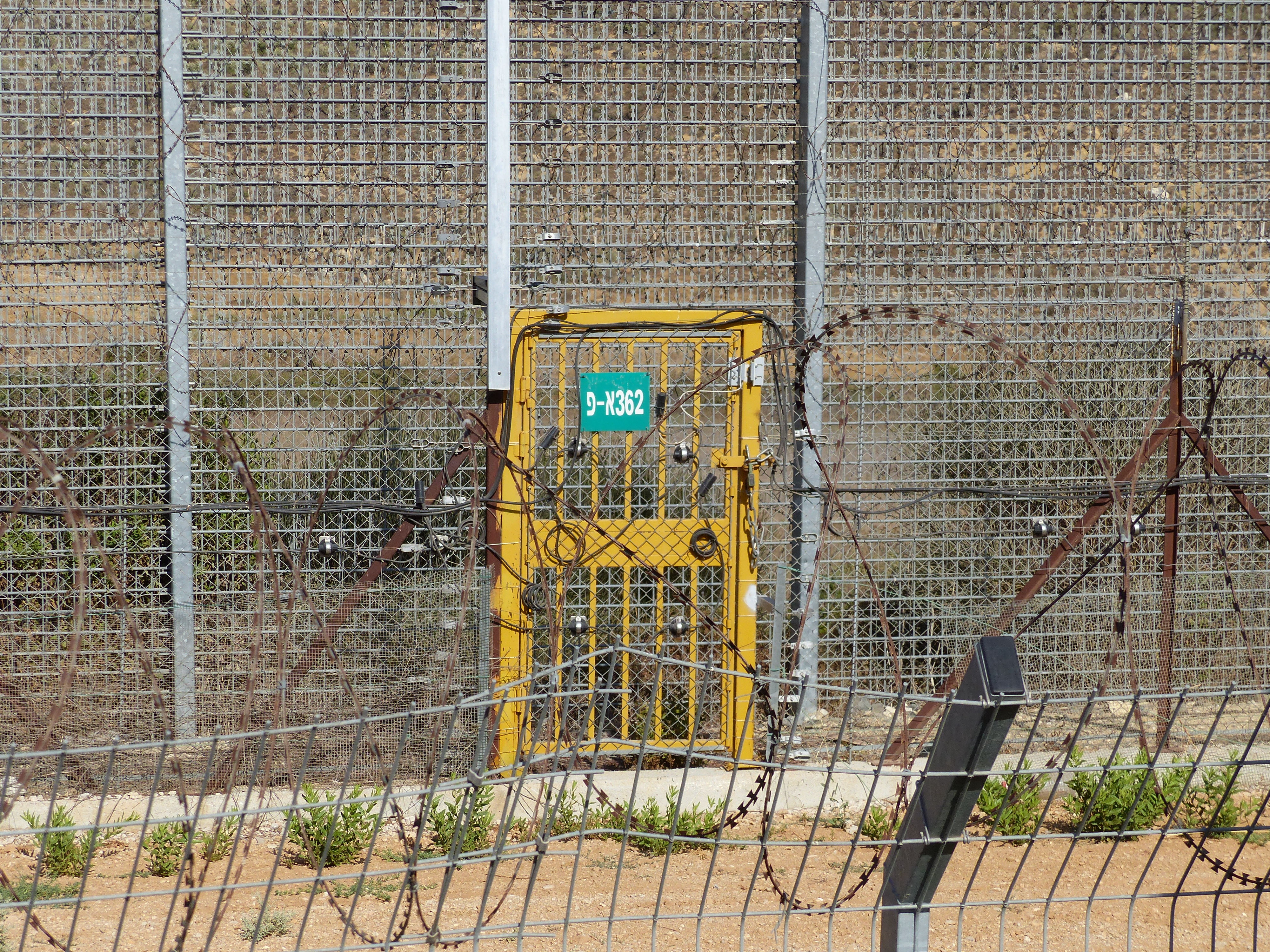
以色列在戈蘭高地违反国际法设置的圍籬

1. 重申巴勒斯坦人民和被占领的叙利亚戈兰居民对其自然资源，包括土地、水和能源享有不可剥夺的权利；
2. 要求占领国以色列停止开采、破坏、损耗或用尽和危害包括东耶路撒冷在内的巴勒斯坦被占领土和被占领的叙利亚戈兰的自然资源；
3. 确认对于因占领国以色列在包括东耶路撒冷在内的巴勒斯坦被占领土采取非法措施而造成的对巴勒斯坦人民自然资源的任何开采、破坏、损耗或用尽 或危害，巴勒斯坦人民都有权要求赔偿，并希望此问题在巴勒斯坦和以色列双方之间的最后地位谈判框架内予以解决；
4. 强调指出以色列在巴勒斯坦被占领土，包括东耶路撒冷及其周围修建隔离墙和定居点，违反国际法，严重剥夺巴勒斯坦人民的自然资源，为此要求完全履行国际法院2004年7月9日咨询意见3和包括大会ES-10/15号决议在内的联合国有关决议确认的法律义务；
5. 促请占领国以色列在有关改变包括东耶路撒冷在内的巴勒斯坦被占领土的性质和地位方面，严格遵守国际法包括国际人道主义法规定的义务；
6. 又促请占领国以色列停止一切对环境有害的行动，包括停止将各种废料倾弃在包括东耶路撒冷在内的巴勒斯坦被占领土和被占领的叙利亚戈兰，因为这种做法严重威胁到其自然资源，即水和土地资源，并对平民造成环境、卫生和健康威胁；
7. 还促请以色列停止破坏包括水管和污水网络在内的重要基础设施，这种做法除其他外对巴勒斯坦人民的自然资源产生了不利影响；
8. 请秘书长就本决议的执行情况向大会第六十七届会议提出报告，包括说明以色列在包括东耶路撒冷在内的巴勒斯坦被占领土和在被占领的叙利亚戈兰开采、破坏和用尽自然资源的累积影响，并决定在大会第六十七届会议临时议程中，列入题为“包括东耶路撒冷在内的巴勒斯坦被占领土上的巴勒斯坦人民和被占领叙利亚戈兰的阿拉伯居民对其自然资源的永久主权”的项目。

## 表决结果
該決議以167票贊成、7票反對、6票棄權獲得通過。投票反對該決議的7個國家是加拿大、以色列、美國、馬紹爾群島、密克羅尼西亞聯邦、諾魯和帛琉。